# Mongiardino Ligure
Mongiardino Ligure (piemontiul és ligur nyelven: Mongiardin) település Olaszországban, Piemont régióban, Alessandria megyében. Lakosainak száma 151 fő (2023. január 1.).